# Uwe Streb
Uwe Streb (* 17. April 1963 in Pappenheim) ist ein ehemaliger deutscher Eisschnellläufer. 

## Karriere
Uwe Streb begann 1976 im Alter von 13 Jahren mit dem Eisschnelllauf. Noch im selben Jahr wurde sein Talent beim Landesentscheid der Schulen in Inzell erkannt und fortan gefördert. 1984 stellte er über 1000 Meter mit 1:16,98 Minuten eine neue Bestzeit auf und wurde für die Olympischen Winterspiele 1984 in Sarajevo nominiert. Dort ging er über 500 und 1000 Meter an den Start und belegte den 26. und 15. Rang. Bei den Olympischen Winterspielen 1988 in Calgary startete er in den gleichen Wettbewerben erneut, über 500 Meter erreichte er Rang 27 und auf der 1000-Meter-Distanz wurde er disqualifiziert.
Zudem gewann er insgesamt 16 Medaillen bei den deutschen Meisterschaften, wovon neun Goldmedaillen waren. Im Weltcup konnte er zwei Silbermedaillen gewinnen und belegte in 39 von 97 Rennen einen Platz unter den besten 10 Athleten.
Sein Vater war als Jugendwart der Deutschen Eisschnelllauf-Gemeinschaft tätig.